# Søndre Nordstrand
Søndre Nordstrand (dt. Südnordstrand) ist ein Stadtteil in der norwegischen Hauptstadt Oslo. Der Stadtteil hat 39.069 Einwohner (Stand: 2024) und eine Fläche von 18,4 km².

## Lage
Søndre Nordstrand ist der südlichste Stadtteil der Kommune Oslo. Er grenzt im Norden an die beiden Stadtteile Nordstrand und Østensjø. Als Grenzfluss fungiert in diesem Bereich weitgehend die Ljanselva. Im Süden grenzt die Osloer Nachbarkommune Nordre Follo an den Stadtteil an. Westlich von Søndre Nordstrand befindet sich der Bunnefjord, der innerste Abschnitt des Oslofjords. Im Osten liegt das zu keinem Stadtteil gerechnete Waldgebiet Østmarka, einem Teil der Marka. Mit einer Fläche von 18.4 km² ist Søndre Nordstrand der flächenmäßig größte Stadtteil Oslos.
Der Stadtteil beherbergt die Trabantensiedlungen Bjørndal, Mortensrud und Holmlia, weiterhin die Vorortsiedlungen Hauketo und Prinsdal.

## Bebauung und Einwohner
Ein großer Teil von Søndre Nordstrand wurde erst ab den 1980er-Jahren gebaut. Infolgedessen stieg die Einwohnerzahl in den 1980er- und 1990er-Jahren stark an. Lediglich in Hauketo und Prinsdal waren bereits vor den 1980er-Jahren viele Gebäude errichtet worden. Zu den neueren Stadtvierteln gehören unter anderem Holmlia und Mortensrud. Im Vergleich zu den anderen Stadtteilen verfügt Søndre Nordstrand über viele noch freie Baugrundstücke. Søndre Nordstrand hat nach Stovner den höchsten Ausländeranteil.

## Wirtschaft und Infrastruktur

### Verkehr
Durch Søndre Norstrand führen zwei Europastraßen in Nord-Süd-Richtung. Im Westen verläuft nahe der Küste die Europastraße 18 (E18), im Osten die Europastraße 6 (E6). Beide Straßen führen weiter in Richtung des Stadtzentrums. Durch den Westen des Stadtteils führt die Østfoldbanen, die in Søndre Nordstrand mehrere Haltepunkte hat. Der Norden des Stadtteils geht in das Netz der Oslo T-bane ein.

### Wirtschaft
Søndre Nordstrand ist sowohl in absoluten Zahlen als auch gemessen an der Einwohnerzahl der Stadtteil mit den wenigsten Arbeitsplätzen.

## Logo
Das Logo des Stadtteils ist eine Steinbrücke, die Ljabru, die am Hauketokreuz liegt.